# Мора (град)
Мора (швед. Mora) град је у Шведској, у средишњем делу државе. Град је у оквиру Даларнског округа, где је једно од највећих и најзначајнијих насеља. Мора је истовремено и седиште истоимене општине.

## Географија
Град Мора се налази у средишњем делу Шведске и Скандинавског полуострва. Од главног града државе, Стокхолма, град је удаљен 350 км северозападно.
Мора се развио у области Даларна у унутрашњости историјске покрајине Норланд. Град је седиште горњег, планинског дела Даларне. Северно од рада налази се гавно било Скандинавских планина. Надморска висина се креће 165-190 м. Градско језгро се сместило на месту где се река Естердал улива у језеро Сијан. Северно од града пружа се велико језеро Орса. Око града постоји низ мањих ледничких језера.

## Историја
Подручје на месту данашњег града Море насељено је у средњем веку. Насеље на датом месту се први пут помиње у 13. веку.
Почетком 16. века насеље се јавља као градско. 1520. године ту је боравио шведски краљ Густав Васа, пре него што је победио Данце и ослободио се вазалног односа ка Данској.
Крајем 19. века Мора доживљава процват са проласком железнице и доласком индустрије. Ово благостање траје и дан-данас.

## Становништво
Мора је данас град средње величине за шведске услове. Град има око 11.000 становника (податак из 2010. г.), а градско подручје, тј. истоимена општина има око 20.000 становника (податак из 2010. г.). Последњих деценија број становника у граду стагнира.
До средине 20. века Мору су насељавали искључиво етнички Швеђани. Међутим, са јачањем усељавања у Шведску, становништво града је постало шароликије, али опет мање него у случају других већих градова у држави.

## Привреда
Данас је Мора савремени индустријски град са посебно развијеном индустријом. Последње две деценије посебно се развијају трговина, услуге и туризам.

## Галерија
- Стари део Море
- Главна градска црква
- Зорнски музеј у Мори
- Градско летелиште